# Балатон
Ба́лато́н (венг. Balaton, нем. Plattensee, словац. Blatenské jazero, словен. Blatno jezero, лат. Pelso) — озеро на западе Венгрии, крупнейшее в Центральной Европе. Побережье Балатона — важнейший курортный район Венгрии с выходами минеральных и термальных источников. Хорошо развито рыболовство. Озеро судоходно.
В честь озера Балатон названо озеро на спутнике Сатурна Титане.

## Названия и этимология

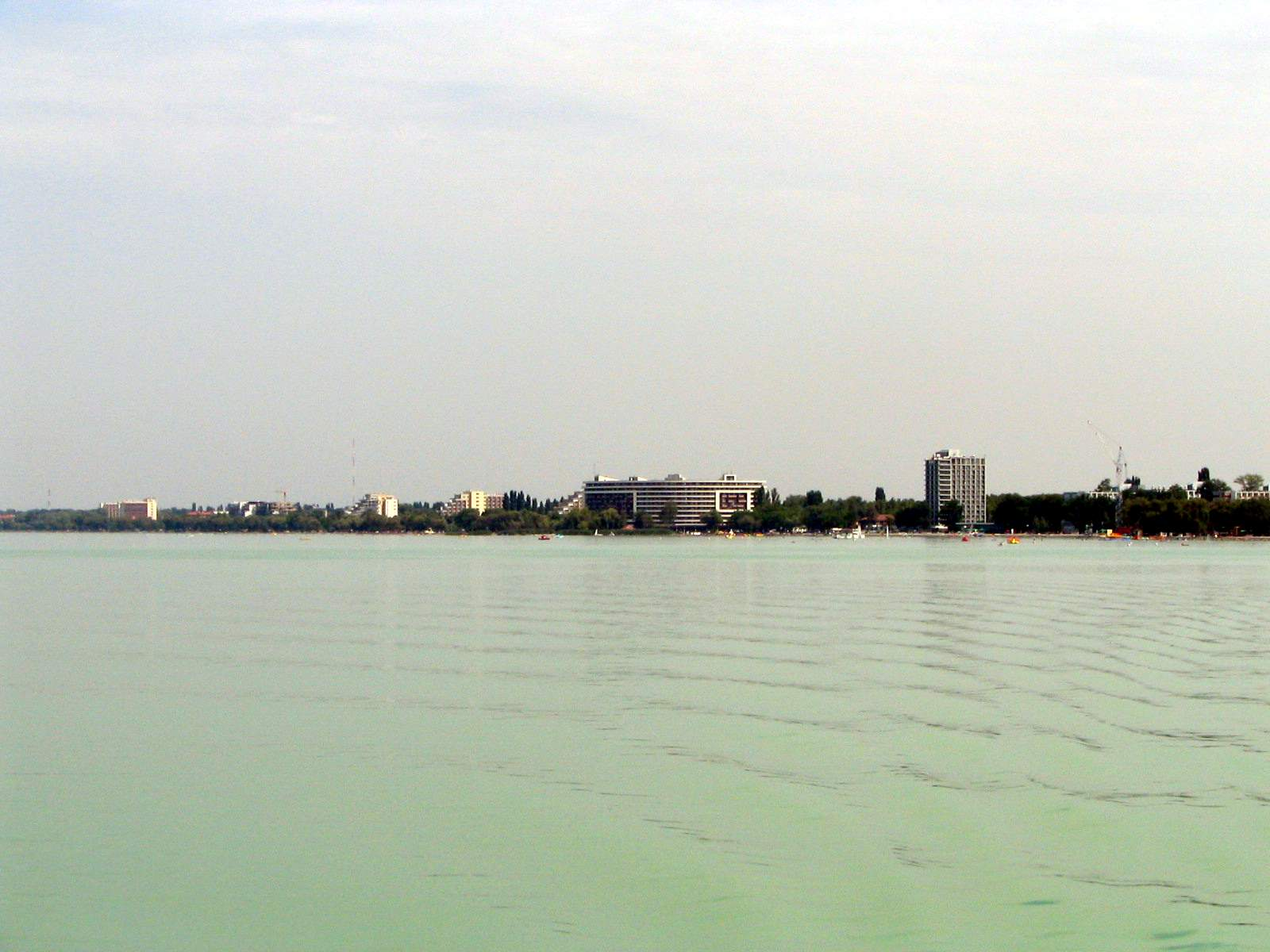
Вид на Шиофок с Балатона

Древние римляне называли озеро Пелсо (лат. lacus Pelso). Славянские племена, жившие в Подунавье, называли его Блатенске или Блатно, производное от славянского слова блато — «болото». Это название сохранилось в современном словацком (словац. Blatenské jazero) и словенском языках (словен. Blatno jezero) языках. Немецкое название озера — нем. Plattensee, от которого происходит устаревшее русское название озера — Платенское или Платтенское.

## География

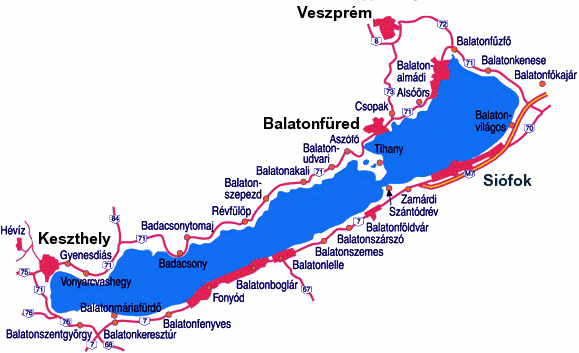
Карта Балатона

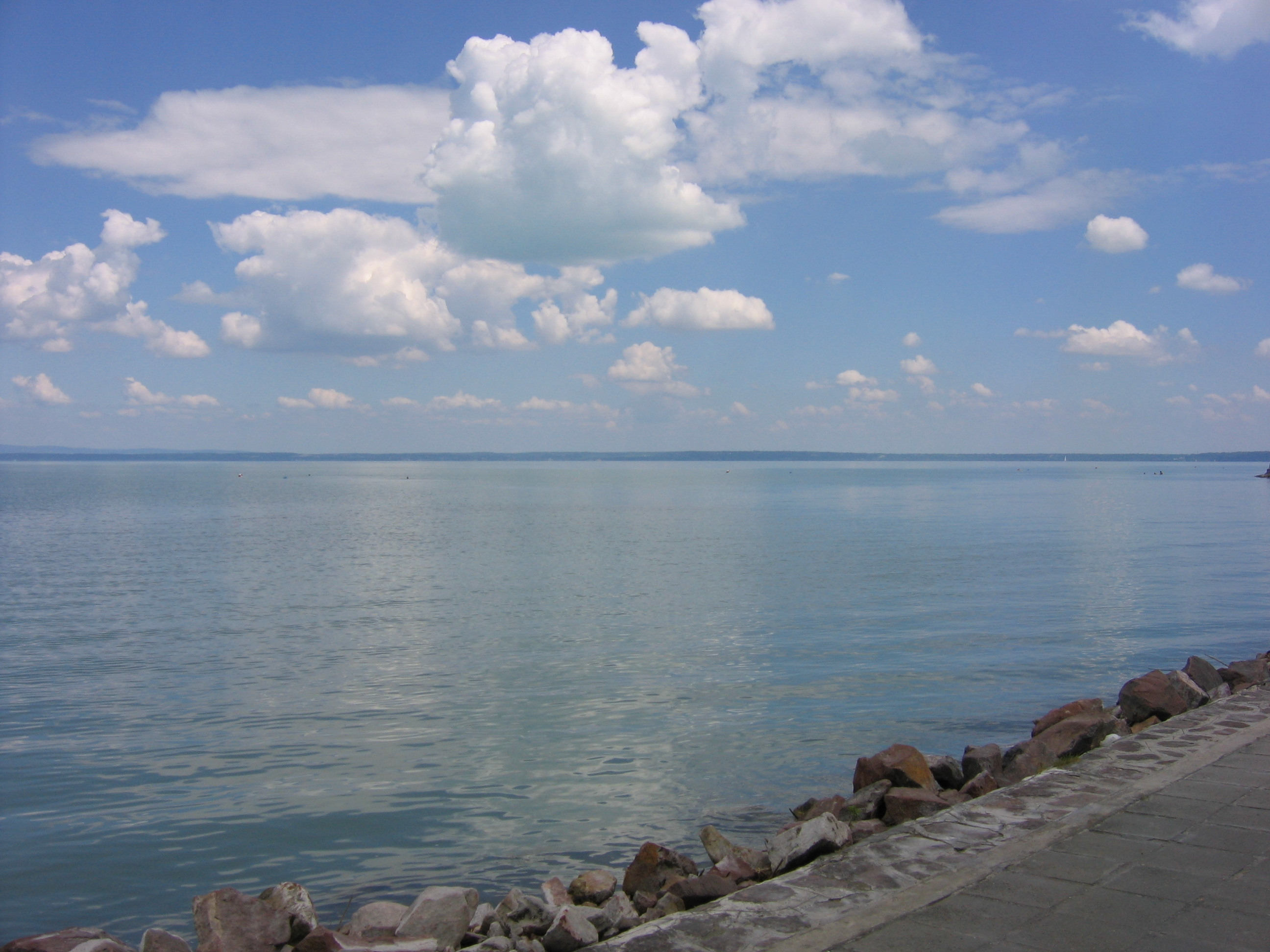
Балатон

Озеро расположено на Среднедунайской равнине в котловине тектонического происхождения, вытянутой вдоль юго-восточных подножий гор Баконь. Расстояние от северо-восточной оконечности озера до центра Будапешта около 85 километров.
Площадь 594 км², длина — 79 км, ширина колеблется от 1,2 до 12,4 км. Высота уреза воды над уровнем моря — 104 метра. Средняя глубина 3,6 метра, максимальная 12,5 метра. Длина береговой линии составляет 236 километров, объём воды в озере 1,9 км³, площадь водосбора — 5181 км².
Балатон имеет сильно вытянутую с юго-запада на северо-восток форму. Южный берег, в основном, ровный; на северном есть несколько неглубоких заливов и один большой полуостров — Тихань. Оконечность полуострова от противоположного берега отделяет всего 1,2 километра — это самое узкое место на Балатоне.

### Климат
Климат региона — умеренно континентальный.
На берегах озера обычно продолжительное солнечное лето, с середины мая до конца сентября.
Зима сравнительно мягкая, однако озеро почти каждую зиму замерзает. Средняя толщина льда 10-20 сантиметров, однако, отмечались случаи образования 70-сантиметрового льда.
На озере бывают сильные ветры, опасные для любителей парусного спорта и малых судов. За силой ветра на озере следит специальная служба.

### Флора и фауна

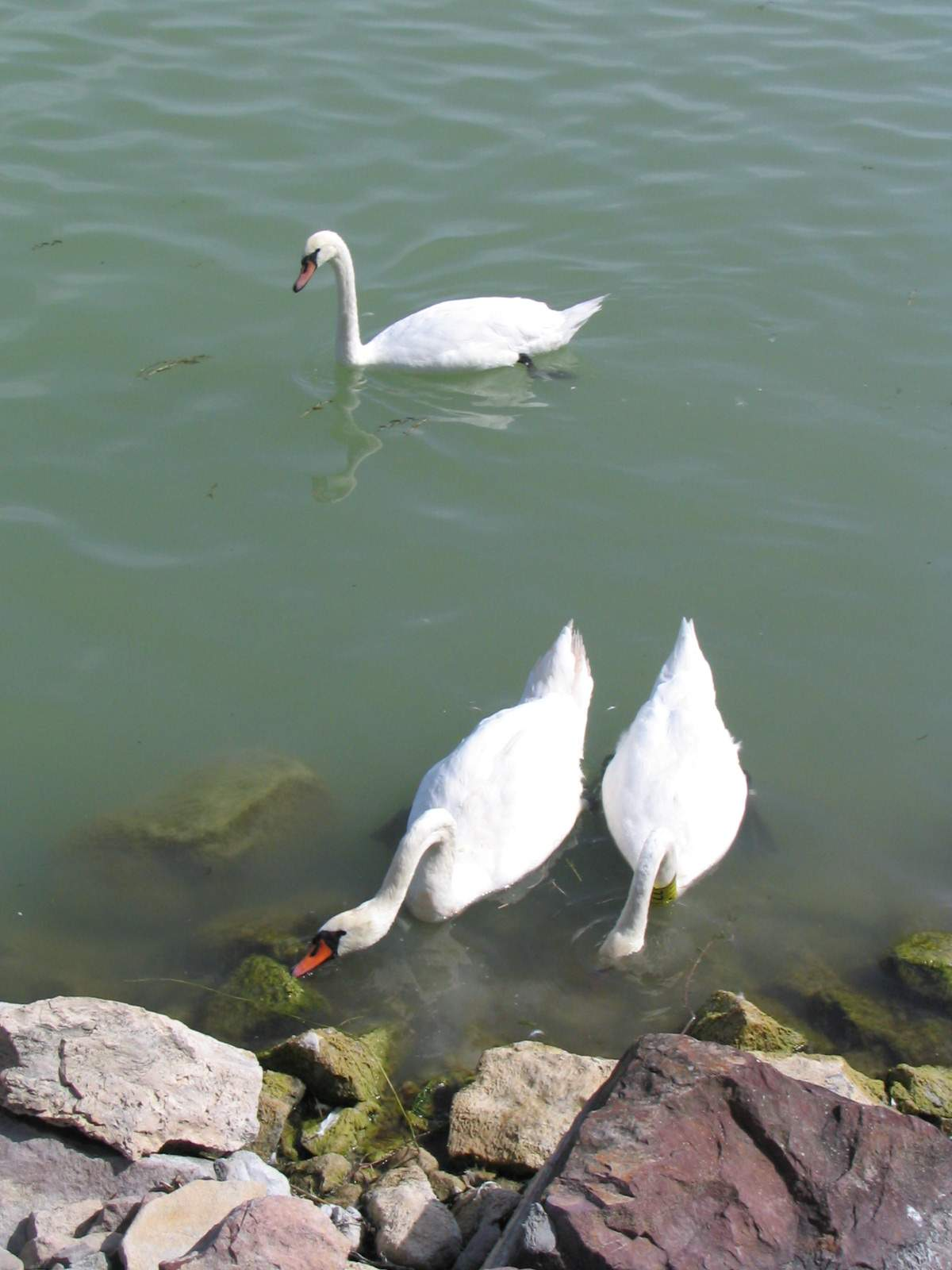
Лебеди Балатона

В озере водится 25 видов рыб, разрешён её ограниченный вылов при получении лицензии. Наибольшей популярностью у рыбаков пользуется ловля карпа. На Балатоне живёт множество лебедей, наблюдением за их популяцией занимается специальная служба. На берегах озера, в особенности на Малом Балатоне и внутренних озёрах Тихани гнездится большое количество перелётных птиц — аистов, цапель, диких гусей и уток и других. В районе Малого Балатона, рядом с поселком Каполнапуста (венг. Kápolnapuszta), находится заповедник, где разводят буйволов. Это одно из редких мест в Европе, где можно встретить это животное.
Берега Балатона и Киш-Балатона на значительном протяжении заросли камышом. Камыш играет большую роль в экологическом балансе, в его зарослях гнездятся птицы, нерестится рыба. Камыш, кроме того, играет важную роль в процессе самоочищения воды озера. Зимой ведётся ограниченная уборка камыша, который идёт на экспорт. В настоящее время камыш покрывает 2 % поверхности озера, в то время как в середине XX века это значение составляло около 3 %. Размеры вырубки камыша являются предметом разногласий между властями и яхтсменами, устраивающими в вырубках пристани, с одной стороны, и экологическими организациями, с другой стороны.

## Гидрография
Уникальной особенностью Балатона является его небольшая глубина. Средняя глубина озера около 3 метров, единственное относительно глубокое место озера — Тиханьская впадина около полуострова Тихань (12,5 метра). Профиль глубины различен для северного и южного берега. Если в северной части озера на расстоянии 20—30 метров от берега глубина уже достигает двух метров, то около южного берега и на расстоянии 200—300 метров от берега глубина составляет около метра.
Дно озера покрыто мелким песком. Из-за небольшой глубины вода в озере хорошо прогревается, летом средняя температура воды в озере 21-22 °C, иногда прогревается до 26 °C. Вода в Балатоне чистая, но не прозрачная из-за содержания в ней планктона. Преобладающий цвет воды — светло-зелёный, однако может меняться в зависимости от погоды и времени суток.
В Балатон впадает много коротких рек, крупнейшая из них Зала; сток из озера через реку Шио, превращённую в канал и связанную с рекой Дунай.

### Берега
Обращенные к Бакони берега на севере озера преимущественно крутые, высокие, местами изрезаны (полуостров Тихань), поросли лесами. Некоторые участки берега и вершины имеют вулканическое происхождение, представляют собой «шапки» застывшей базальтовой лавы. Кое-где застывшая лава сформировала «базальтовые орга́ны» — каменные столбы, напоминающие по форме трубы органа. На остальном протяжении берега плоские, частично заболоченные.

## История

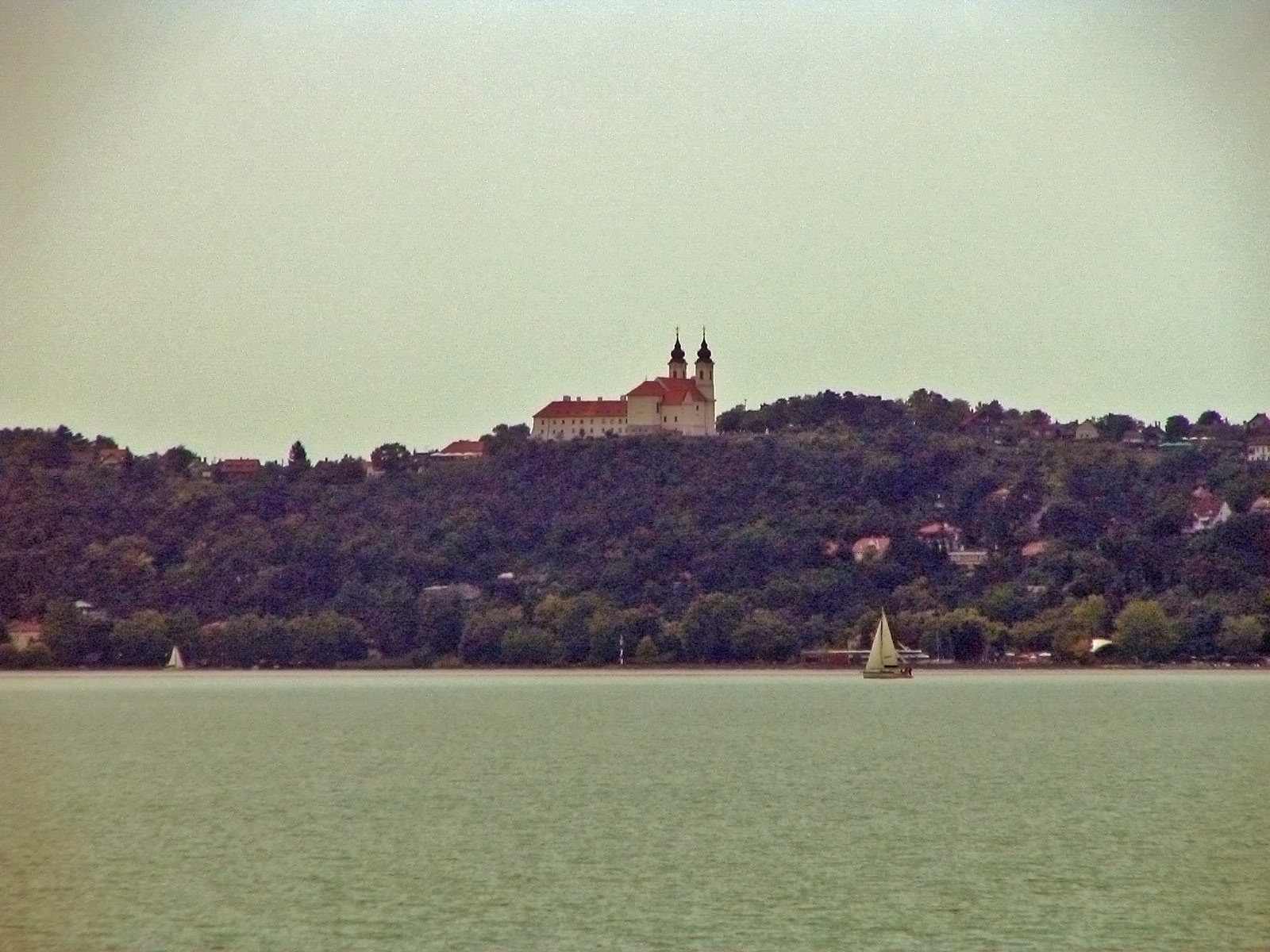
Тиханьское аббатство

- В I веке н. э. регион был завоёван римлянами, основавшими здесь провинцию Паннония.
- В VI веке здесь обосновались авары.
- В 500—700 годах на территории будущего княжества существовала так называемая кестельская культура смешанного романо-славяно-аварского происхождения.
- В IX веке, после крушения Аварского каганата, на землях вокруг Балатона расселились славяне, образовавшие Блатенское княжество, столицей которого был город Блатноград (ныне деревня Залавар) на реке Зала неподалёку от берега Балатона.
- В начале X века регион захвачен венграми. Иштван Святой построил в 1019 году аббатство в Залаваре, а король Андраш I в 1055 году — аббатство на полуострове Тихань.
- В XVI веке вдоль северного берега Балатона было построено несколько крепостей.

Туризм на Балатоне начал развиваться в XVIII веке. Небольшие деревушки по берегам быстро превратились в курортные городки, где проводила время венгерская и австрийская аристократия. Сначала отдыхающих привлекали целебные источники минеральной воды, затем в моду вошло купание на озере. В 1846 году на Балатоне было открыто судоходное движение. К концу XIX века, с развитием железнодорожного транспорта и судоходства, жизнь на берегах Балатона забурлила с новой силой.
В марте 1945 года в окрестностях озера шли тяжёлые бои между 6-й танковой армией СС, 6-й полевой армией вермахта и войсками советского 3-го Украинского фронта (Балатонская оборонительная операция). В ходе боёв множество строений на берегах было повреждено или разрушено.
После войны туристическая индустрия Балатона восстановила свой потенциал.

## Природные достопримечательности

### Ти́хань

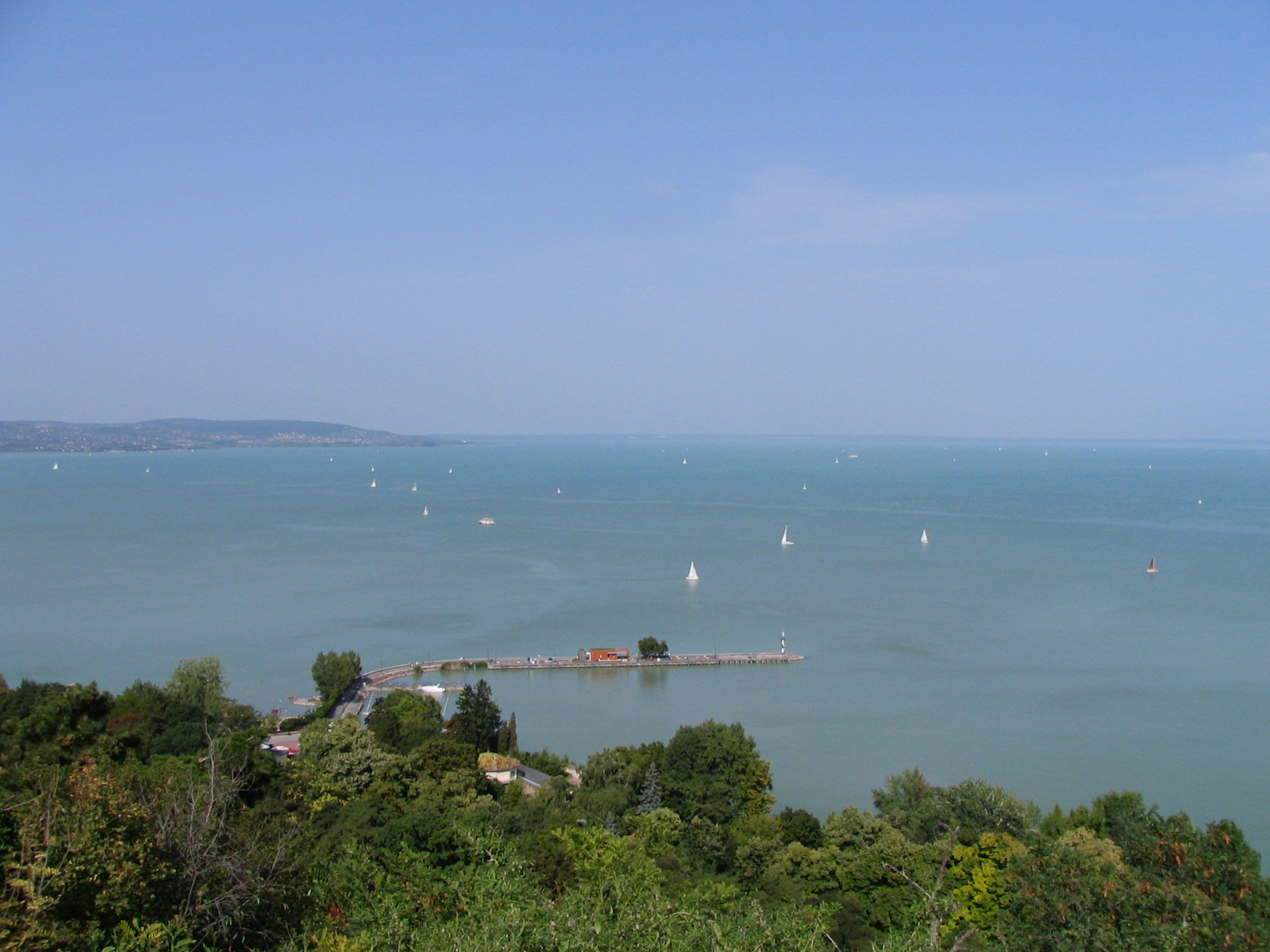
Вид на Балатон с Тихани

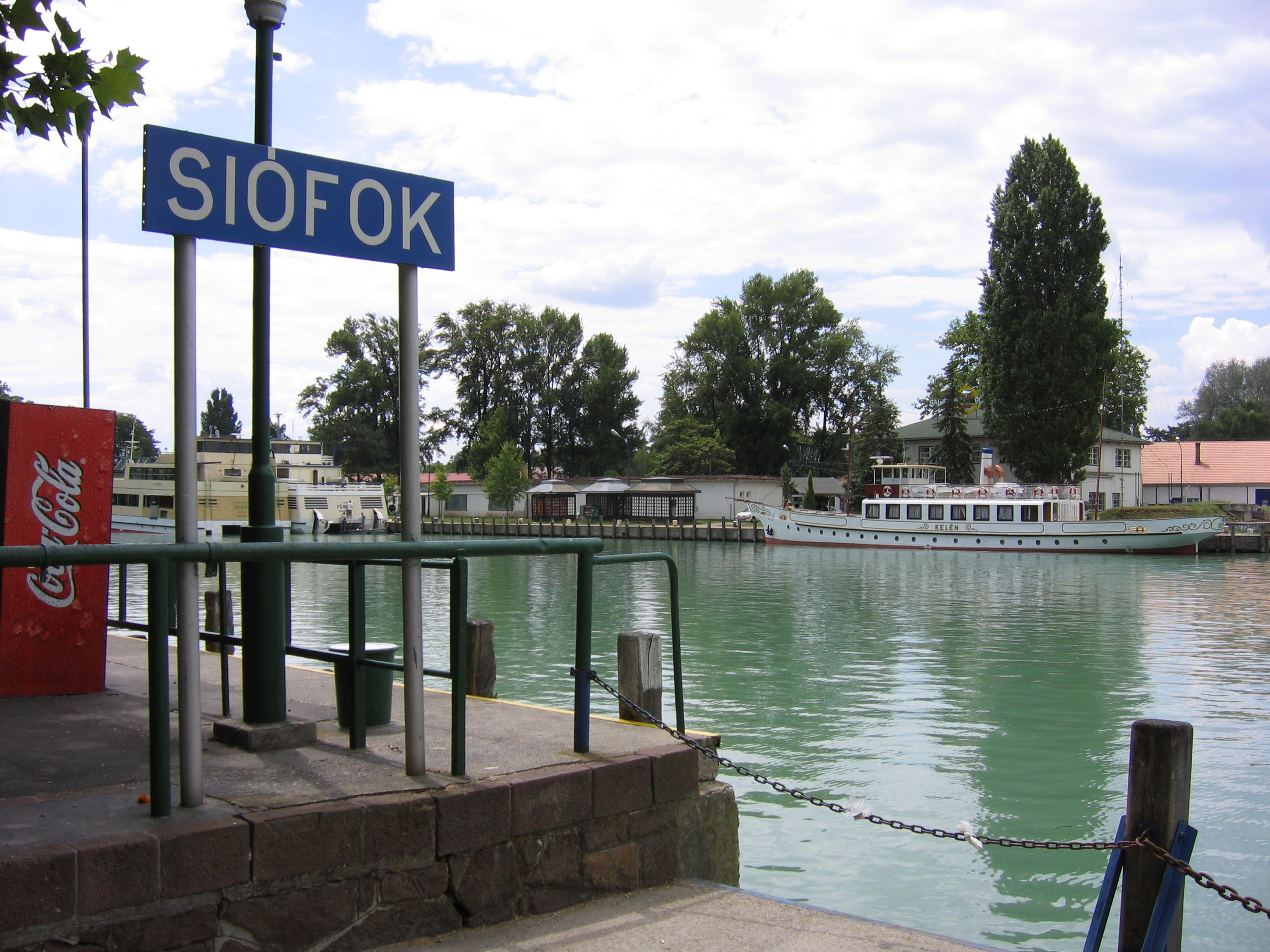
Порт Шиофока

Самый большой полуостров на озере — Тихань — одно из самых посещаемых мест региона. Его площадь 12 км², он выдается в озеро на 5 километров и разделяет его на две части. С 1952 года находится под охраной государства. Полуостров образовался в ходе вулканической деятельности и первоначально был островом, что привело к появлению на нём эндемичных видов растений и животных. Полуостров имеет достаточно крутые берега, поросшие вечнозелёными породами деревьев. В центре полуострова расположены два бесстоковых озера — Кюльшё-то (Внешнее) и Бельшё-то (Внутреннее), окружённые конусами потухших гейзеров. Берега озёр покрыты камышом и тростником, глубина не превышает 2-3 метров. На озёрах Тихани гнездится множество разнообразных водоплавающих птиц.
О бенедиктинском аббатстве в посёлке Тихань см. раздел Населённые пункты на берегах.

### Киш-Балатон
Киш-Балатон (Малый Балатон) — заболоченная территория к юго-западу от Балатона недалеко от города Кестхей, в устье реки Зала, охраняемый заповедник. Некогда Киш-Балатон был заболоченной бухтой Балатона, служившей своего рода фильтром для воды Залы. В начале XX века воды Залы были направлены с помощью канала в обход Киш-Балатона, это плохо сказалось на экосистеме, как Большого, так и сильно обмелевшего Малого Балатона. Проблему решили в 1980-е годы путём искусственного воссоздания в качестве естественного фильтра части бывших болот на пути Залы. Малый Балатон — прибежище громадного количества аистов, цаплей, диких гусей, уток и других птиц. Местные рыбаки строят специальные лодки для передвижения по крайне мелкому и сильно заросшему тростником водоёму. Территория строго охраняется, однако часть заповедника, в частности, остров Каньявари открыта для посетителей. В городе Кестхей есть музей озера Балатон, экспозиция которого посвящена в том числе и Киш-Балатону.

### Национальный парк Прибалатонской возвышенности
Один из десяти национальных парков Венгрии, основан в 1997 году. Территория национального парка пролегает вдоль северного берега озера от Балатонфюреда до Кёстхея в горах Баконь, граница проходит на некотором удалении от берега. Территория национального парка преимущественно гористая, а ландшафт — вулканический. Здесь множество потухших вулканов, бывших гейзеров, кратеров, выходов лавы, имеющих порой крайне причудливые формы. Самый большой базальтовый «орган» расположен на горе Сент-Дьёрдь. За этой горой, рядом с городком Тапольца, расположен вход в пещеры с подземными озёрами, обнаруженные лишь в 1903 году. Посещение парка ограничено специально проложенными тропами. Полуостров Тихань и Киш-Балатон также включены в Национальный парк Прибалатонской возвышенности.

### Хевизское озеро
В 210 км от Будапешта и в 6 км от города Кестхей (юго-западная оконечность озера Балатон) на окраине г. Хевиза расположено одноимённое озеро — самое большое термальное озеро Европы. Озеро образовалось в кратере потухшего вулкана. Площадь озера — 4,7 га, глубина — более 40 м, температура воды колеблется от 34 градусов летом до 26 градусов зимой. Источник горячей минеральной воды расположен в придонной подводной пещере диаметром около 18 м.
Вода озера лечебна и обладает слабой радиоактивностью, дно озера покрыто целебной грязью, а его поверхность — лотосами.
Сток из Хевизского озера в Балатон организован через небольшую протоку.
Целебные свойства озера были известны ещё римлянам, но своё бальнеологическое значение оно приобрело благодаря усилиям венгерского патриота, графа Фештетича, при котором труднопроходимые болота вокруг озера были дренированы и практически осушены.
Ныне — одно из популярнейших в Европе мест для санаторно-курортного лечения.

### Пещера Лоци
Крупнейшая пещера в окрестностях Балатона, её длина более 100 метров. Находится к северу от Балатонфюреда, на склоне горы Тамаша. Пещера открыта в 1892 году Лайошем Лоци, открыта для посещения в 1934 году. Образована, как и другие пещеры региона в результате размывания известняка горячими термальными водами.

## Населённые пункты на берегах

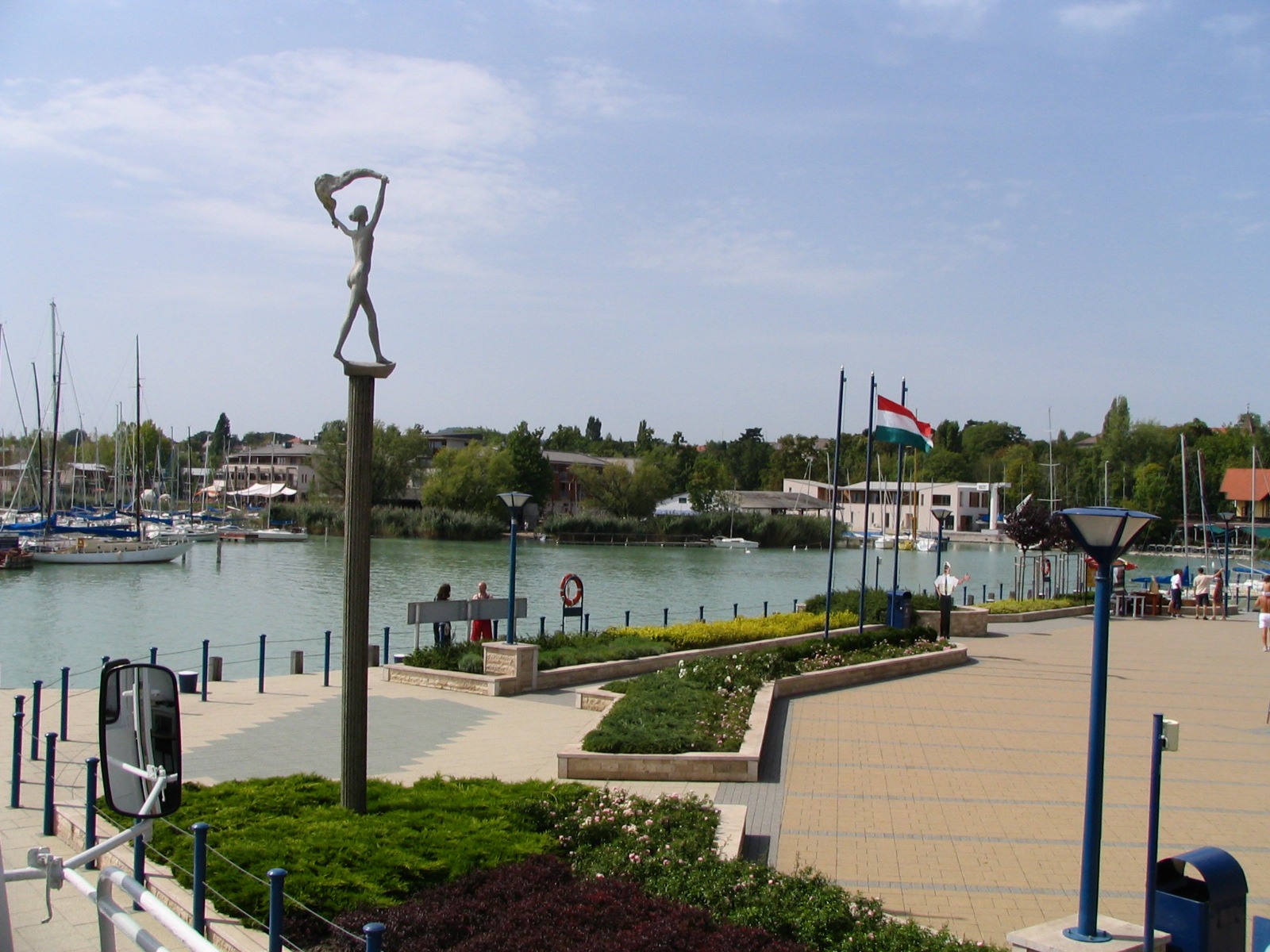
Гавань Балатонфюреда

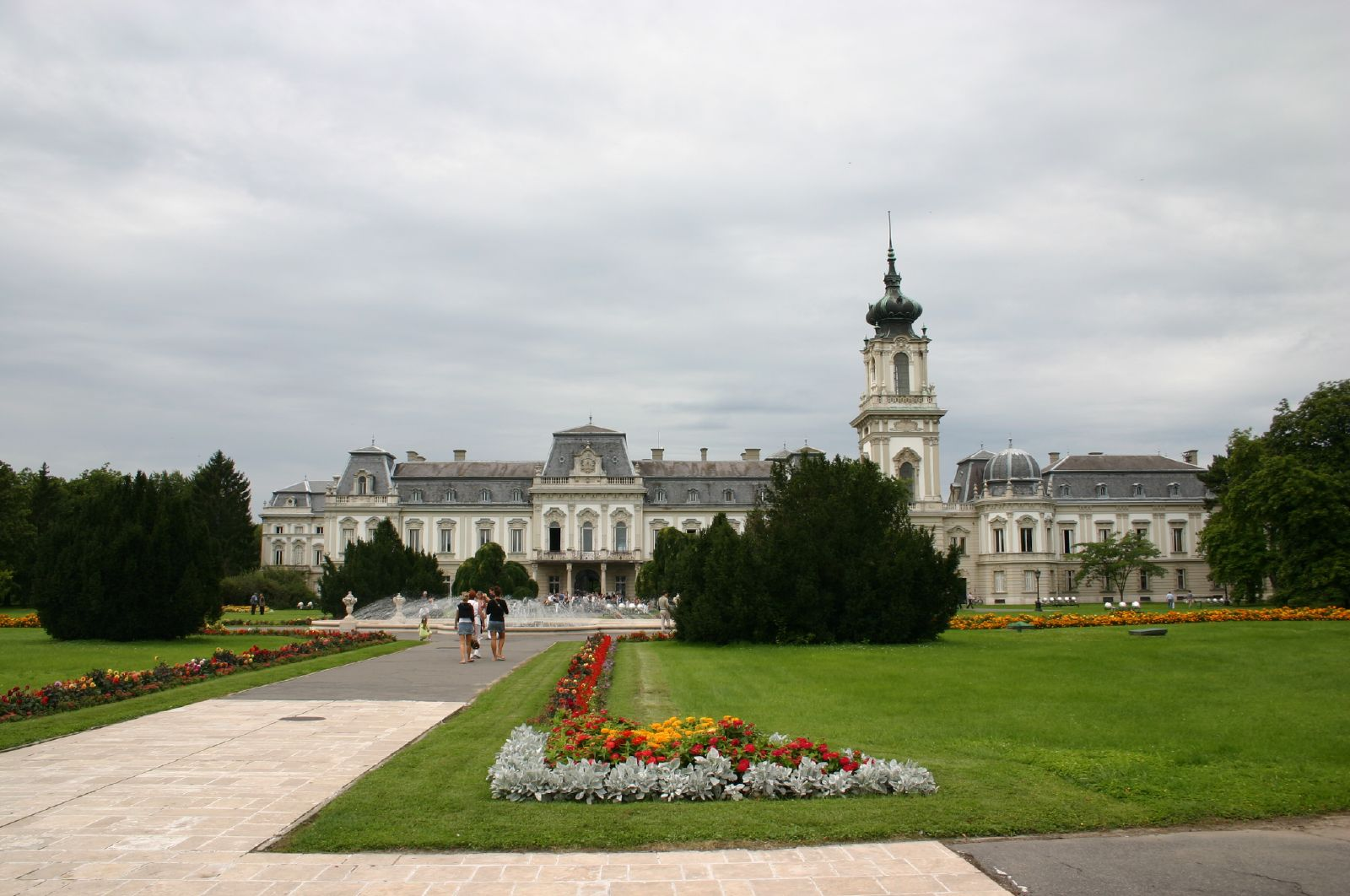
Дворец Фештетичей в Кестхее

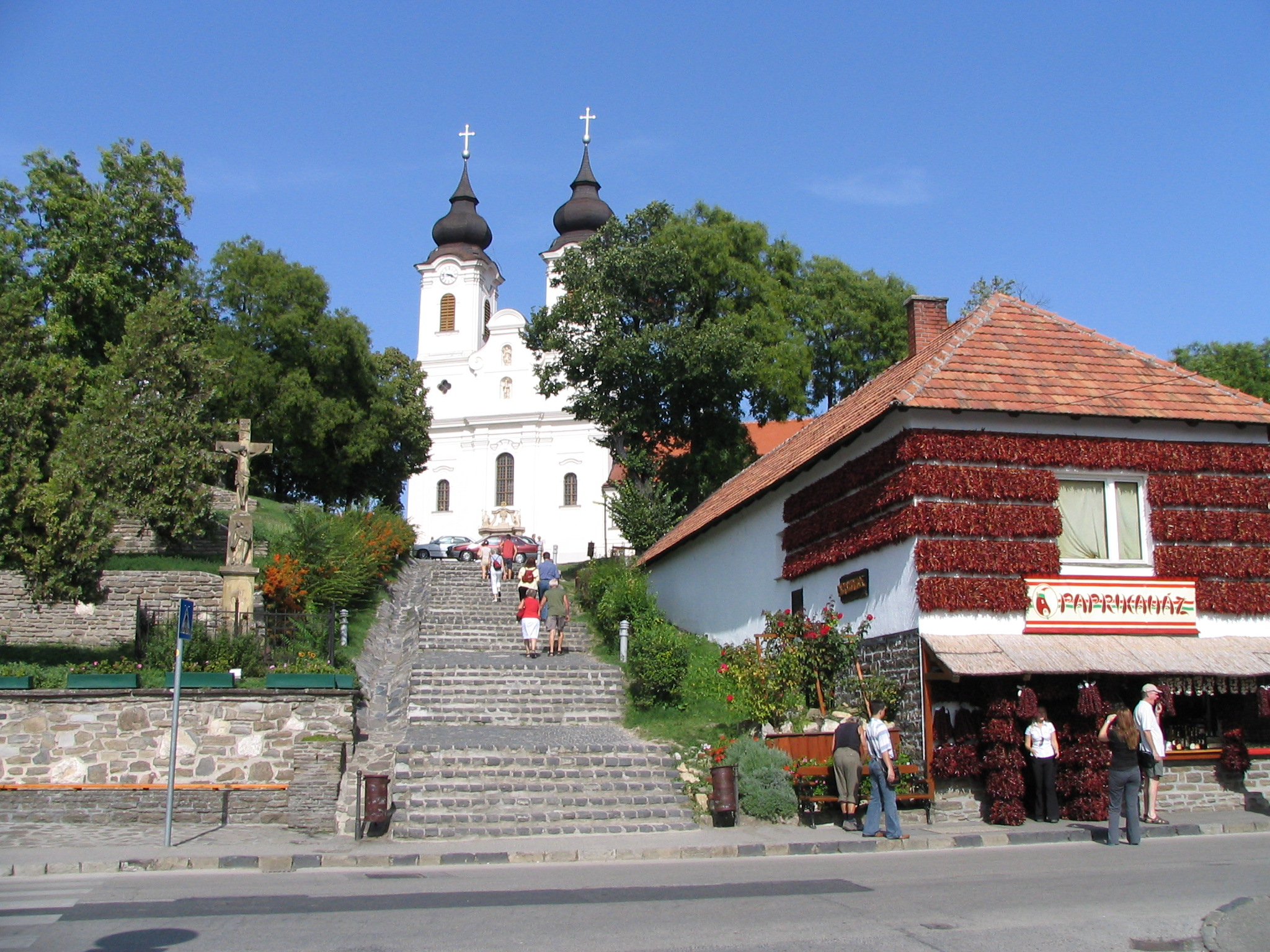
Аббатство в Тихани

Всего на берегах озера несколько десятков небольших населённых пунктов, наиболее крупные — города Балатонфюред, Шиофок и Кестхей. Посёлок Тихань на одноимённом полуострове известен благодаря одному из старейших монастырей Венгрии.

### Балатонфюред
Курортная столица северного берега Балатона. Название происходит, по одной версии, от слова fürdo (купальня), по другой, от слова fürj (перепел). Курортная слава к городу пришла ещё в конце XVIII века, официально статус курорта был получен в 1772 году. Главная достопримечательность города — целебные источники минеральной воды, на центральной площади Балатонфюреда, которая называется площадь Дьодь (площадь здоровья) в 1800 году был построен питьевой зал имени Лайоша Кошута, в котором до сих пор пьют воду курортники. Вдоль побережья Балатона тянется аллея Рабиндраната Тагора, названная в честь индийского поэта, лечившегося здесь. На аллее также находятся скульптуры и мемориальные доски в честь прочих именитых курортников.

### Шиофок
Крупнейший город южного берега. Стоит на берегу реки Шио, связанной с помощью канала с Дунаем. На реке Шио расположен шлюз, построенный в 1863 году и позволяющий регулировать уровень воды в Балатоне. Шиофок интересен зданиями старинных отелей и церквей, в окрестностях города расположены самые популярные на Балатоне пляжи. В июле в городе проводится крупный фольклорный фестиваль «Золотая раковина». В Шиофоке родился знаменитый композитор Имре Кальман.

### Кестхей
Кестхей, самый старинный город Балатона, находится на западном берегу озера. Здесь больше архитектурных памятников, чем в других городах побережья. На центральной площади готическая францисканская церковь, построенная в 1386 году. Колокольня пристроена значительно позже, в конце XIX века. К северу от центральной площади расположена одна из самых больших в Венгрии усадеб — дворец Фештетичей. Усадьба создана в 1745, перестроена в 1887 году, вокруг неё разбит красивый парк.

### Тихань
Посёлок Тихань — крупнейший населённый пункт одноимённого полуострова. Главная достопримечательность — бенедиктинское аббатство св. Аньоша, основанное в 1055 году. Документ об основании аббатства сохранился, несмотря на то, что он написан на латыни, в нём около 100 венгерских слов, что позволяет его считать древнейшим памятником венгерского языка. В 1060 году в крипте собора похоронен основатель аббатства — король Андраш I. Современный храм построен в 1754 году в стиле барокко, в 1890 году реконструирован. Главной жемчужиной внутреннего убранства являются резные алтари. Перед церковью аббатства установлен памятник Андрашу I и его жене Анастасии Ярославне.

## Курортное и туристическое значение
Озеро Балатон — одно из главных туристических направлений Венгрии. Наряду с пляжным отдыхом распространён парусный спорт, рыболовство. Популярностью среди туристов пользуются природные и исторические достопримечательности по берегам озера.
Наряду с обычным отдыхом Балатон предлагает имеющее давние традиции санаторно-курортное лечение. Санатории Балатонфюреда специализируются на кардиологии, на Хевизском озере лечат болезни опорно-двигательного аппарата, в пещерах Национального парка Прибалатонской возвышенности практикуется «лечение пещерным воздухом» болезней органов дыхания. Кроме того, по берегам озера множество источников разнообразной минеральной воды.

## Транспорт

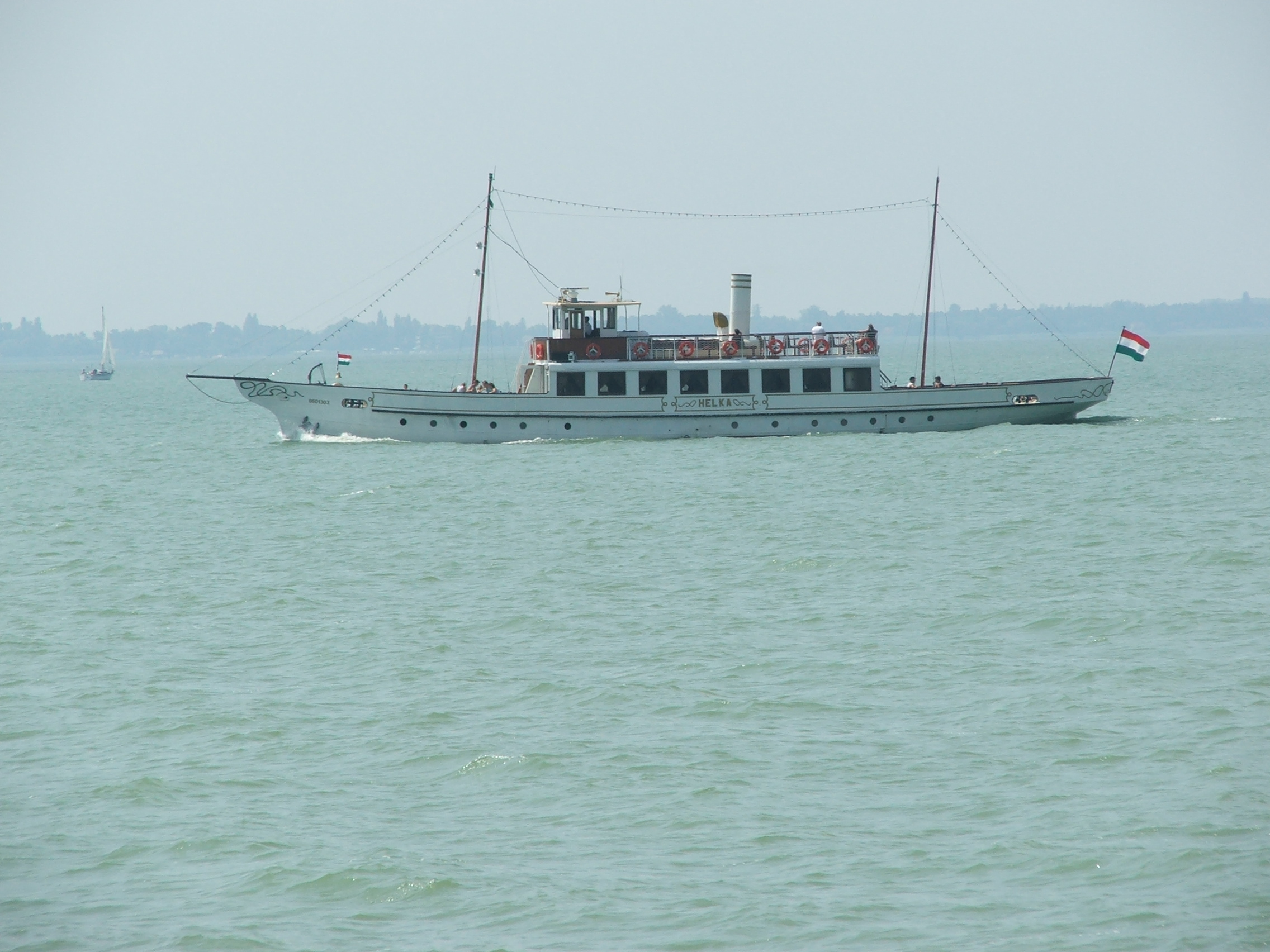
Пароход Helka

По озеру выполняются регулярные пассажирские рейсы на судах малой осадки и катамаранах. Для проведения водных прогулок-круизов используется пароход Helka 1891 года постройки и несколько современных судов. На озере более 20 пристаней, суда ходят главным образом вдоль берегов, останавливаясь на каждой пристани.
В 11 километрах от Кестхея расположен международный аэропорт Балатон-Шармеллек. Выполняются регулярные рейсы в Берлин, Цюрих, Штутгарт, Копенгаген и Лондон. Чартерные рейсы в туристический сезон летают во Франкфурт, Гамбург, Дюссельдорф и Москву.
Как по северному, так и по южному берегу озера проходит железная дорога, связывающая балатонские населённые пункты с крупнейшими городами Венгрии. Время на поезде до Будапешта — 2 часа от Шиофока, 2,5 часа от Балатонфюреда, 3 часа от Кестхея.